# Tour de Fuzhou 2018
La 7.ª edición del Tour de Fuzhou se celebró entre el 14 y el 18 de noviembre de 2018 con inicio en la ciudad de Măwĕi Qū y final en la ciudad de Yŏngtài Xiàn en República Popular China. El recorrido constó de un total de 5 etapas sobre una distancia total de 572 km.
La carrera hizo parte del circuito UCI Asia Tour 2019 dentro de la categoría 2.1. El kazajo Ilya Davidenok del Beijing XDS-Innova fue el vencedor final. El australiano Benjamin Dyball del St George Continental y el chino Xianjing Lyu del Hengxiang, segundo y tercer clasificado respectivamente, completaron el podio.

## Equipos participantes
Tomarán la partida un total de 22 equipos, de los cuales 18 son de categoría Continental y 4 selecciones nacionales, quienes conformaron un pelotón de 126 ciclistas de los cuales terminaron 115. Los equipos participantes fueron:
| Equipos continentales (18)- AC Sparta Praha - Aisan Racing Team - Australian Cycling Academy-Ride Sunshine Coast - Beijing XDS-Innova Cycling Team - China Continental Team of Gansu Bank - Giant - H&R Block - Hengxiang Cycling Team - HKSI Pro Cycling Team - Ljubljana Gusto Xaurum - Memil-CCN Pro Cycling - Minsk Cycling Club - Mitchelton-BikeExchange - Monkey Town Continental - Qinghai Tianyoude - Seoul Cycling Team - St George Continental Cycling Team - Terengganu Cycling Team Equipos nacionales (4)- Eritrea - Malasia - Mongolia - Alemania |
| |

## Recorrido
| Etapa     | Fecha     | Recorrido             | type                   | Distancia (km) | Ganador            | Líder          |
| --------- | --------- | --------------------- | ---------------------- | -------------- | ------------------ | -------------- |
| 1.ª etapa | 14 de nov | Mawei – Gu Ling       | etapa de media montaña | 107            | Lyu Xianjing       | Lyu Xianjing   |
| 2.ª etapa | 15 de nov | Fuzhou – Changle      | etapa llana            | 109            | Leon Rohde         | Lyu Xianjing   |
| 3.ª etapa | 16 de nov | Lianjiang – Lianjiang | etapa escarpada        | 94             | Ivar Slik          | Ilya Davidenok |
| 4.ª etapa | 17 de nov | Yongtai – Dayang      | etapa de media montaña | 128            | Mykhailo Kononenko | Ilya Davidenok |
| 5.ª etapa | 18 de nov | Yongtai – Yongtai     | etapa llana            | 134            | Kaden Groves       | Ilya Davidenok |

## Clasificaciones finales
Las clasificaciones finalizaron de la siguiente forma:

### Clasificación general
| \| Clasificación general \| Clasificación general \| Clasificación general \| Clasificación general \| Clasificación general \| \| Ciclista \| Ciclista \| Equipo \| Tiempo \| \| \| --------------------- \| ---------------------------- \| ---------------------------------- \| --------------------- \| --------------------- \| \| 1.º \| Ilya Davidenok \| Beijing XDS-Innova \| 13 h 17 min 56 s \| \| \| 2.º \| Benjamin Dyball \| St George Continental Cycling Team \| + 12 s \| \| \| 3.º \| Lyu Xianjing \| Hengxiang Cycling Team \| + 21 s \| \| \| 4.º \| Yacob Debesay \| Eritrea \| + 52 s \| \| \| 5.º \| Hanibal Tesfay \| Eritrea \| + 59 s \| \| \| 6.º \| Marko Pavlič \| H&R Block \| + 1 min 03 s \| \| \| 7.º \| Mykhailo Kononenko \| Beijing XDS-Innova \| + 1 min 22 s \| \| \| 8.º \| Maarten de Jonge \| Monkey Town Continental \| + 1 min 30 s \| \| \| 9.º \| Vasili Strokau \| Minsk Cycling Club \| + 1 min 34 s \| \| \| 10.º \| Nur Amirul Fakhruddin Mazuki \| Terengganu Cycling Team \| + 1 min 40 s \| \| |                              |                                    |                  |
| |                              |                                    |                  |
| Fuente: ProCyclingStats |                              |                                    |                  |
| Clasificación general |                              |                                    |                  |
| Ciclista | Ciclista                     | Equipo                             | Tiempo           |
| 1.º | Ilya Davidenok               | Beijing XDS-Innova                 | 13 h 17 min 56 s |
| 2.º | Benjamin Dyball              | St George Continental Cycling Team | + 12 s           |
| 3.º | Lyu Xianjing                 | Hengxiang Cycling Team             | + 21 s           |
| 4.º | Yacob Debesay                | Eritrea                            | + 52 s           |
| 5.º | Hanibal Tesfay               | Eritrea                            | + 59 s           |
| 6.º | Marko Pavlič                 | H&R Block                          | + 1 min 03 s     |
| 7.º | Mykhailo Kononenko           | Beijing XDS-Innova                 | + 1 min 22 s     |
| 8.º | Maarten de Jonge             | Monkey Town Continental            | + 1 min 30 s     |
| 9.º | Vasili Strokau               | Minsk Cycling Club                 | + 1 min 34 s     |
| 10.º | Nur Amirul Fakhruddin Mazuki | Terengganu Cycling Team            | + 1 min 40 s     |

### Clasificación por puntos
| Clasificación por puntos | Clasificación por puntos | Clasificación por puntos           | Clasificación por puntos | Clasificación por puntos |
| Ciclista                 | Ciclista                 | Equipo                             | Puntos                   |                          |
| ------------------------ | ------------------------ | ---------------------------------- | ------------------------ | ------------------------ |
| 1.º                      | Ilya Davidenok           | Beijing XDS-Innova                 | 34 pts                   |                          |
| 2.º                      | Joey van Rhee            | Monkey Town Continental            | 28 pts                   |                          |
| 3.º                      | Benjamin Dyball          | St George Continental Cycling Team | 28 pts                   |                          |
| 4.º                      | Kaden Groves             | Mitchelton-BikeExchange            | 26 pts                   |                          |
| 5.º                      | Ivar Slik                | Monkey Town Continental            | 23 pts                   |                          |
| 6.º                      | Lyu Xianjing             | Hengxiang Cycling Team             | 22 pts                   |                          |
| 7.º                      | Yacob Debesay            | Eritrea                            | 21 pts                   |                          |
| 8.º                      | Dylan Kennett            | St George Continental Cycling Team | 18 pts                   |                          |
| 9.º                      | Mykhailo Kononenko       | Beijing XDS-Innova                 | 16 pts                   |                          |
| 10.º                     | Maarten de Jonge         | Monkey Town Continental            | 16 pts                   |                          |

### Clasificación de la montaña
| Clasificación de la montaña | Clasificación de la montaña  | Clasificación de la montaña        | Clasificación de la montaña | Clasificación de la montaña |
| Ciclista                    | Ciclista                     | Equipo                             | Puntos                      |                             |
| --------------------------- | ---------------------------- | ---------------------------------- | --------------------------- | --------------------------- |
| 1.º                         | Hanibal Tesfay               | Eritrea                            | 35 pts                      |                             |
| 2.º                         | Lyu Xianjing                 | Hengxiang Cycling Team             | 26 pts                      |                             |
| 3.º                         | Benjamin Dyball              | St George Continental Cycling Team | 20 pts                      |                             |
| 4.º                         | Ilya Davidenok               | Beijing XDS-Innova                 | 12 pts                      |                             |
| 5.º                         | Yacob Debesay                | Eritrea                            | 6 pts                       |                             |
| 6.º                         | Jan Stöhr                    | AC Sparta Praha                    | 4 pts                       |                             |
| 7.º                         | Jiankun Liu                  | Mitchelton-BikeExchange            | 4 pts                       |                             |
| 8.º                         | Mykhailo Kononenko           | Beijing XDS-Innova                 | 2 pts                       |                             |
| 9.º                         | Nur Amirul Fakhruddin Mazuki | Terengganu Cycling Team            | 2 pts                       |                             |
| 10.º                        | Marko Pavlič                 | H&R Block                          | 2 pts                       |                             |

### Clasificación por equipos
| Clasificación por equipos | Clasificación por equipos          | Clasificación por equipos | Clasificación por equipos |
| Equipo                    | Equipo                             | Tiempo                    |                           |
| ------------------------- | ---------------------------------- | ------------------------- | ------------------------- |
| 1.º                       | Eritrea                            | 39 h 56 min 21 s          |                           |
| 2.º                       | St George Continental Cycling Team | + 4 min 02 s              |                           |
| 3.º                       | HKSI Pro Cycling Team              | + 7 min 32 s              |                           |
| 4.º                       | Minsk Cycling Club                 | + 8 min 09 s              |                           |
| 5.º                       | H&R Block                          | + 8 min 26 s              |                           |
| 6.º                       | Beijing XDS-Innova Cycling Team    | + 11 min 11 s             |                           |
| 7.º                       | Qinghai Tianyoude                  | + 12 min 20 s             |                           |
| 8.º                       | Ljubljana Gusto Xaurum             | + 13 min 05 s             |                           |
| 9.º                       | Hengxiang Cycling Team             | + 14 min 17 s             |                           |
| 10.º                      | Monkey Town Continental            | + 15 min 52 s             |                           |

## Evolución de las clasificaciones
| Etapa                   | Vencedor                | Clasificación general | Clasificación por puntos | Clasificación de la montaña | Clasificación del mejor chino | Clasificación por equipos |
| ----------------------- | ----------------------- | --------------------- | ------------------------ | --------------------------- | ----------------------------- | ------------------------- |
| 1.ª                     | Xianjing Lyu            | Xianjing Lyu          | Xianjing Lyu             | Hanibal Tesfay              | Xianjing Lyu                  | Eritrea                   |
| 2.ª                     | Leon Rohde              | Xianjing Lyu          | Joey van Rhee            | Hanibal Tesfay              | Xianjing Lyu                  | Eritrea                   |
| 3.ª                     | Ivar Slik               | Ilya Davidenok        | Ilya Davidenok           | Hanibal Tesfay              | Xianjing Lyu                  | Eritrea                   |
| 4.ª                     | Mykhailo Kononenko      | Ilya Davidenok        | Ilya Davidenok           | Hanibal Tesfay              | Xianjing Lyu                  | Eritrea                   |
| 5.ª                     | Kaden Groves            | Ilya Davidenok        | Ilya Davidenok           | Hanibal Tesfay              | Xianjing Lyu                  | Eritrea                   |
| Clasificaciones finales | Clasificaciones finales | Ilya Davidenok        | Ilya Davidenok           | Hanibal Tesfay              | Xianjing Lyu                  | Eritrea                   |